# Stella (film, 1983)
Pour les articles homonymes, voir Stella.
Pour plus de détails, voir Fiche technique et Distribution.
Stella est un film dramatique français réalisé par Laurent Heynemann et sorti en 1983.

## Synopsis
Pour Yvon, peu importe qui détient le pouvoir. Son idéal, c'est l'amour. Alors, pour sauver de la déportation Stella, la femme de sa vie, il entre au service de la Gestapo. À la fin de la guerre, il sauve sa peau de justesse et la retrouve enfin. Mais il sait qu'il reste à la merci d'une dénonciation... Pour s'en sortir, il continue d'utiliser les méthodes des collabos : trahisons et corruption. Il tente de fuir vers l'Espagne, mettant Stella dans une situation impossible...

## Fiche technique
- Réalisateur : Laurent Heynemann
- Scénariste : Pierre Fabre et Laurent Heynemann
- Producteur : Alain Sarde
- Musique du film :  Philippe Sarde
- Directeur de la photographie : Jean-Francis Gondre
- Montage :  Armand Psenny
- Direction artistique : Hugues Tissandier
- Société de production :  Hachette-Fox Productions, Sara Films
- Société de distribution : Hachette-Fox Distribution
- Pays de production :  France
- Genre : drame
- Durée : 98 minutes
- Date de sortie : 13 juillet 1983
- Affiche : Michel Landi (France)

## Distribution
- Nicole Garcia : Stella
- Thierry Lhermitte : Yvon
- Jean-Claude Brialy : Roland Caron
- Victor Lanoux : le Suisse
- Charles Denner : Richard
- Gérard Desarthe : Paulet
- François Berléand : un capitaine FFI
- Pierre Semmler : un officier allemand
- Djéloul Beghoura : Ali
- Hubert Saint-Macary : Lomy
- Robin Renucci : Justin
- Thierry de Froidecourt : Godeau
- Stéphanie Seillan : la marquise
- Louba Guertchikoff : Madame de la Hasse
- Didier Flamand : Xavier
- André Wilms : Brosseau
- Jean Turlier : la Montagne
- Jean-Paul Solal : le dandy
- Jean-Pierre Dougnac : Crocus
- Jean-Louis Bauer : Homme cave château
- Charlotte Maury-Sentier : Suzy, la sœur du Suisse
- Josine Comellas : l'amie de Richard
- Benoît Régent : chef F.F.I
- Robert Bry : le chef de gare
- Alain Frérot : Barbarie
- Vincent Villenave : Homme tonneau rouge
- Alain Dubois : homme cour château
- Roger Galy : gendarme ferme
- Raymond Paquet
- Gérard Lecouvey
- Jean Lainé
- Robert Benois
- Max Estrade
- René Guesdon
- Annette Merchandou
- Gérard Renoux
- Jean-Christophe Rivière
- Max Fournier : le boulanger
- Jean-Marie Galey : le patron du café 'Auguste'
- Ferdinand Galey : Louis